# ヨウ素酸銀(I)
ヨウ素酸銀(I)（ヨウそさんぎん いち、英: silver(I) iodate）は、化学式が AgIO3 と表される銀のヨウ素酸塩である。ほとんどの金属ヨウ素酸塩とは違って水に不溶性である。
ヨウ素酸銀(I)は、硝酸銀(I)とヨウ素酸ナトリウムとの反応で得られ、副生成物として硝酸ナトリウムが生ずる。